# Пътуване по женски
„Пътуване по женски“ (на английски: Girls Trip) е американски комедиен филм от 2017 г. с участието на Реджина Хол, Куин Латифа, Тифани Хадиш и Джейда Пинкет Смит, режисьор е Малкълм Д. Лий, по сценарий на Кения Барис и Трейси Оливър, които също написаха сюжета с Ерика Ривиноджа.

## Актьорски състав
| Актьор             | Роля                                  |
| ------------------ | ------------------------------------- |
| Реджина Хол        | Райън Пиърс, писателка                |
| Куин Латифа        | Саша Франклин, репортерка             |
| Джейда Пинкет Смит | Лиса Купър, медицинска сестра и майка |
| Тифани Хадиш       | Дина                                  |
| Лорънц Тейт        | Джулиън Стивънс, музикант             |
| Майк Колтър        | Стюарт Пиърс                          |

## В България
В България филмът е излъчен на 8 февруари 2021 г. по „Би Ти Ви Синема“. Дублажът е записан в студио „Ви Ем Ес“. Екипът се състои от:
| Озвучаващи артисти  | Елена Русалиева Елисавета Господинова София Джамджиева Станислав Димитров Ани Василева |
| Преводач            | Невена Генчева                                                                         |
| Тонрежисьор         | Георги Калудов                                                                         |
| Режисьор на дублажа | Веселина Стоилова                                                                      |